# Маленькие борцы с преступностью
Маленькие борцы с преступностью (англ. Lil' Crime Stoppers) — эпизод 706 (№ 102) сериала «Южный Парк», его премьера состоялась 23 апреля 2003 года.

## Сюжет
Главные герои играют в полицейских, расследуя мелкие бытовые преступления. После того, как они раскрывают дело о похищении куклы Сары Питерсон, лейтенант Доусон из полиции South Park’а, восхищённый их работой, назначает их младшими детективами. Стэн, Кайл, Эрик и Кенни справляются с первым своим делом, что вызывает зависть старших коллег (пародируется целый ряд полицейских драм и сериалов с продажными копами, конфликтами между детективами и семейными проблемами у полицейских). Однако дальнейшее показывает мальчикам, что настоящая жизнь и работа полицейских гораздо более серьёзна, драматична и опасна, чем им представлялась. Может быть, лучше снова поиграть в прачечную?

## Пародии
Эпизод пародирует клише из полицейских боевиков вроде «Смертельного оружия» или «Плохих парней», особенно их тенденцию сводить любую сцену к безумным перестрелкам и разрушениям.
Еще когда Картман стреляет в Slow motion это вероятно отсылка на игру Max Payne

## Факты
- Это уже второй раз, когда Кайл показан без своей шапки. Также Кенни предстает без капюшона, правда, снова со спины.
- В этой серии впервые появляется целый полицейский департамент Саут-Парка. Также единственная серия, в которой начальник полиции — лейтенант Доусон, в серии «Тяжёлый христианский рок» начальником становится сержант Ейтц.
- В «офисе» мальчишек углём на лестнице нацарапан список подозреваемых (suspects) — там написаны имена: Баттерс, Токен, Sky (зачёрнуто). Последний, возможно, намёк на Скайлера.
- В том же офисе, когда Стэн говорит Кенни убрать его порно-рисунок, он убирает его к другим таким же на стенд с надписью «Kenny’s most wanted», что можно перевести как «Кенни разыскивает».
- В стриптиз-клубе, главный босс говорит, что «надо еще раз напрячь МакКормика»
- Кенни так же как и остальные имитирует выстрелы из игрушек или пальцев даже в реальной перестрелке. В серии Енот против Енота и друзей видно что у Кенни есть настоящий пистолет, с его помощью он совершил два самоубийства. Так же в серии Китайская пробрема у Эрика тоже есть настоящий пистолет.
- Картман, играя в полицейских, использует Slow motion.